# Milko Gajdarszki
Milko Trilov Gajdarszki (bolgárul: Милко Трилов Гайдарски; Szófia, 1946. március 18. – Szófia, 1989. december 23.) bolgár válogatott labdarúgó.
A bolgár válogatott tagjaként részt vett az 1968. évi nyári olimpiai játékokon és az 1970-es világbajnokságon.

## Sikerei, díjai
Szpartak Szofija
- Bolgár kupa (1): 1967–68

Levszki Szofija
- Bolgár kupa (4): 1969–70, 1970–71, 1975–76, 1976–77

Bulgária
- Olimpiai játékok ezüstérmes: 1968